# Загавія
Загавія (рум. Zagavia) — село у повіті Ясси в Румунії. Входить до складу комуни Скобінць.
Село розташоване на відстані 337 км на північ від Бухареста, 59 км на північний захід від Ясс.

## Населення
За даними перепису населення 2002 року у селі проживали 1163 особи, усі — румуни. Усі жителі села рідною мовою назвали румунську.